# 三本木達哉
三本木 達哉 (さんぼんぎ たつや 1999年7月28日 - )は、神奈川県出身のプロサッカー選手。
シンガポールプレミアリーグ、アルビレックス新潟シンガポール所属。
ポジションはディフェンダー。